# Batavia (Indes néerlandaises)
Pour les articles homonymes, voir Batavia.

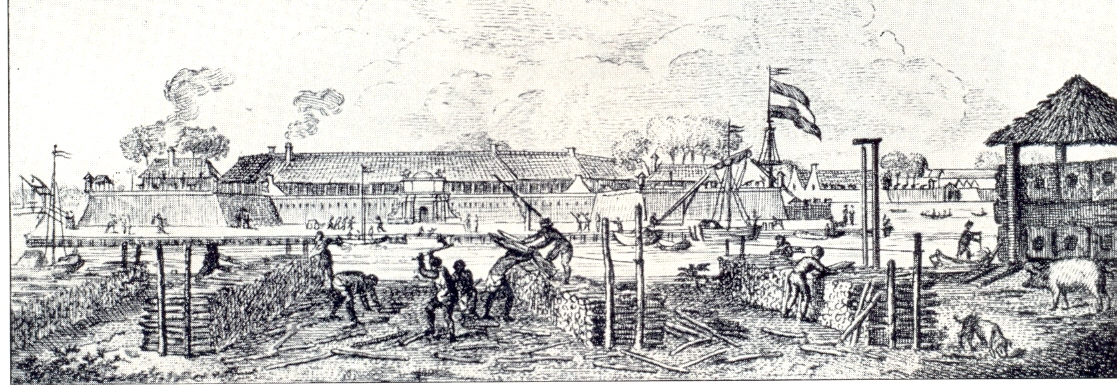
Gravure de Batavia au XVIIe siècle.

Batavia était le nom du siège de la Compagnie néerlandaise des Indes orientales en Insulinde de 1619 à 1799 puis de la capitale des Indes néerlandaises de 1799 à 1942.
Son nom actuel est Jakarta, ancienne capitale de la république d'Indonésie.

## Avant les Néerlandais
Au XVe siècle se trouvait, à l'embouchure de la rivière Ciliwung dans l'ouest de l'île de Java, un port du nom de Kelapa. C'était un des débouchés maritimes du royaume sundanais de Pajajaran dont la capitale, Pakuan, était située à l'emplacement de la ville actuelle de Bogor, à environ 60 km à l'intérieur des terres en amont sur la rivière. 
Les Portugais, qui avaient conquis Malacca en 1511 et cherchaient à prendre pied aux Moluques, les « îles aux épices », souhaitaient avoir un relais sur l'île de Java. Le port de Kalapa les intéressait, d'autant plus que Pajajaran, encore hindouiste, pouvait constituer un allié contre les musulmans qui dominaient le commerce dans la région. En 1522, ils signent un traité d'alliance avec Pajajaran.
En 1527, Fatahillah, un prince du royaume de Banten, attaque la garnison portugaise. Il change le nom de Kelapa en Jayakarta (« acte victorieux » en sanscrit) et il fonde une place forte sur ses ruines[réf. nécessaire].

## La Compagnie néerlandaise des Indes orientales
En 1595, des marchands d'Amsterdam avaient organisé une expédition vers l'archipel indonésien. Commandée par Cornelis de Houtman, celle-ci arrive en 1596 en rade de Banten. La cargaison qu'elle rapporte aux Pays-Bas procure un maigre bénéfice à ses commanditaires.
Ceci ne décourage pas les Néerlandais de créer en 1602 la « Compagnie des Indes orientales » (Vereenigde Oostindie Compagnie en néerlandais, ou VOC). Aux Moluques, les soldats de la compagnie s'emparent du fort portugais d'Ambon en 1605.
Jan Pieterszoon Coen est nommé gouverneur général de la compagnie aux Moluques. Lui aussi souhaite créer un établissement à Java. Il s'empare de Jayakarta en 1619. Sur ses ruines, il fonde Batavia, qu'il nomme en l'honneur de la tribu germanique des Bataves, ancêtres des Néerlandais. Le nom de « Jayakarta » est néanmoins maintenu sous la forme de « Jacatra », un des forts entourant Batavia. Le nom de Batavia ne passa jamais auprès des indigènes[réf. nécessaire], qui continuaient à appeler le lieu "Jayakarta", ou "Jakarta". L'appellation "djakarta" ne sera utilisée que à partir des années 1930, quand la langue Bahasa Indonesia (Indonésien) sera définitivement constituée.   
En 1613, le prince Rangsang monte sur le trône du royaume de Mataram dans le centre de Java. L'année suivante, il attaque la principauté de Surabaya dans l'est de l'île. Celui qui passe à la postérité sous le nom de Sultan Agung va désormais multiplier les succès. En 1625, outre le centre de Java, Mataram contrôle la côte nord de l'île, le Pasisir, dans ses parties centrale et orientale. Il va désormais s'attaquer à Banten et Batavia.

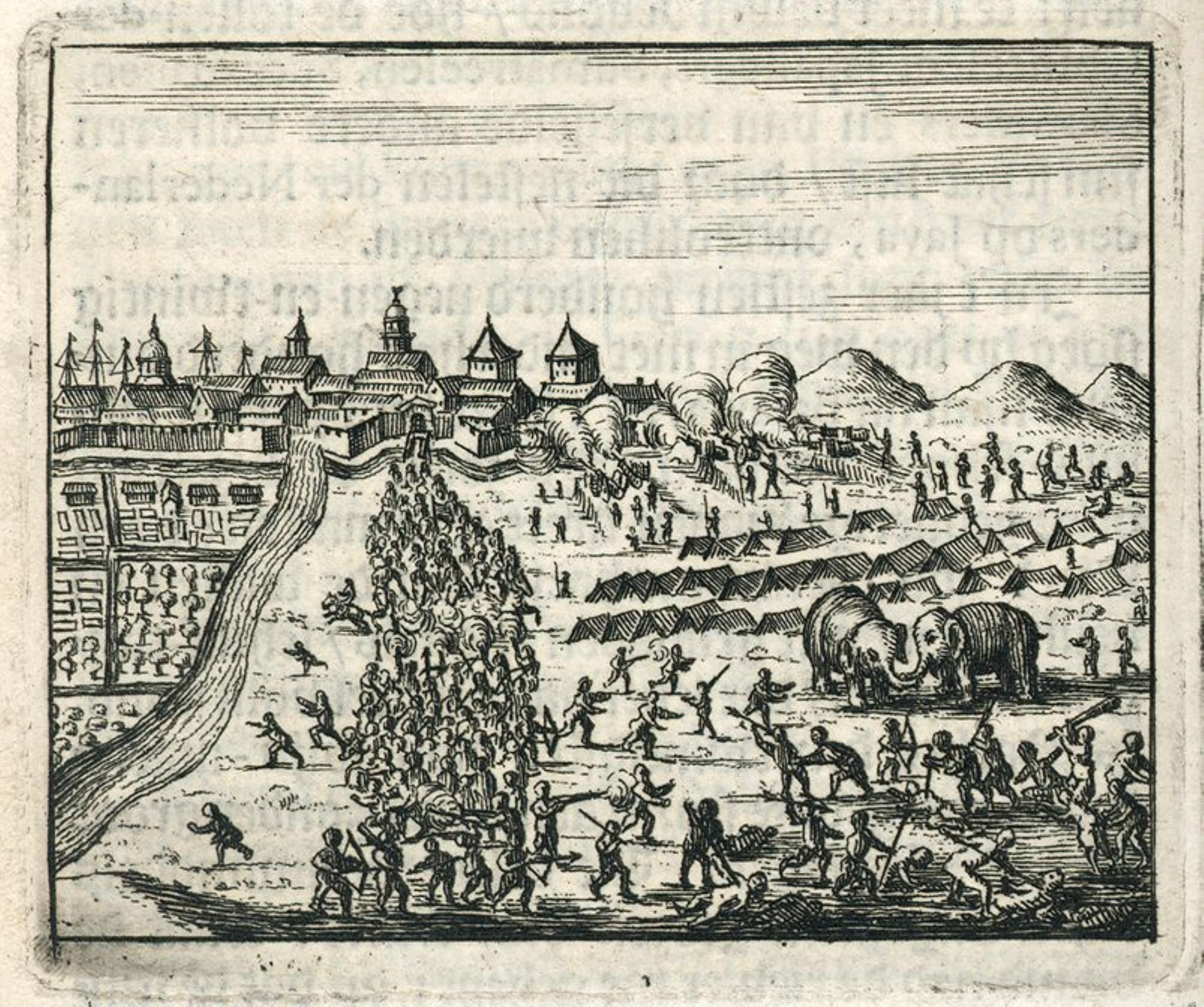
Gravure du XVIIe représentant le siège de Batavia par le Sultan Agung en 1628

Agung lance une armée sur Batavia en 1628. Après de lourdes pertes, il doit se retirer. Il lance une seconde offensive en 1629. La flotte de guerre de la VOC détruit ses réserves et ses bateaux dans les ports de Cirebon et Tegal. Les troupes de Mataram, affamées et décimées par la maladie, battent de nouveau en retraite.
Batavia est alors une petite ville isolée. Mise à part la garnison de 1 200 hommes, enfermée dans la citadelle construite au bord de la mer, il n’y a que quelques centaines de Néerlandais qui vivent le long des canaux dans des maisons de style européen tel qu'on les trouve aux Pays-Bas. Le pays alentour est gagné par la jungle. Le ravitaillement de la ville dépend du sultan de Mataram (bétail, riz). Les Chinois sont nombreux à Java, surtout à Banten et à Batavia, si bien que les Néerlandais sont obligés de leur concéder une certaine autonomie dans la gestion de leurs affaires.
Agung poursuit ses ambitions de conquête vers l'est. Il attaque Blitar, Panarukan et la principauté de Blambangan à l'extrémité orientale de Java, vassale du royaume balinais de Gelgel. Quand il meurt en 1646, son fils lui succède sur le trône sous le titre de Susuhunan Amangkurat.
Son règne (1646-1677) est marqué par la violence. Voyant des complots partout, il fait assassiner plusieurs membres de sa famille. Celui de son successeur Amangkurat II n’est  guère plus brillant. Pajang, la capitale, est mise à sac par des troupes rebelles. Comme le veut la tradition javanaise dans ces cas-là, le sunan reconstruit une autre capitale, en un autre lieu, à Kartasura, à l'ouest de l'actuelle ville de Surakarta.

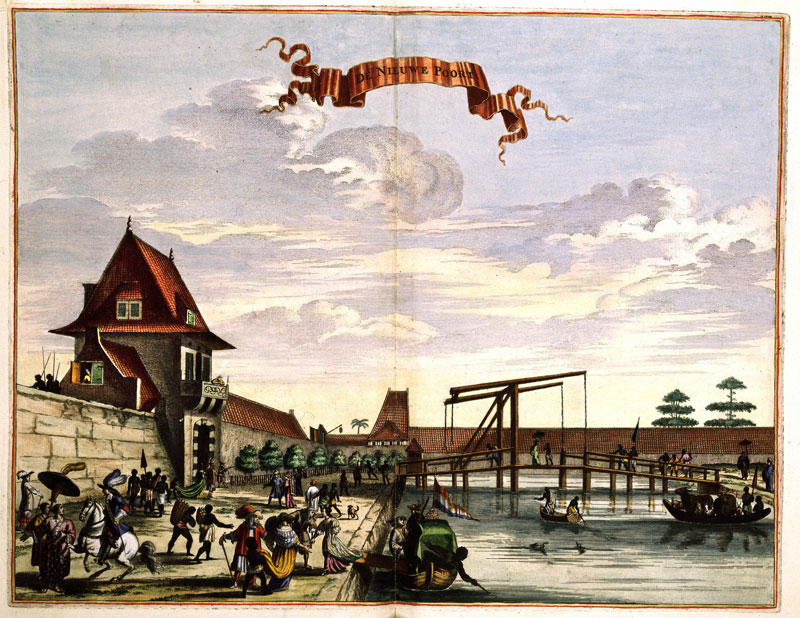
Le bastion « Hollandia » de Batavia en 1682

Après la mort du Sultan Agung, Mataram, pris dans des guerres de succession, n'est plus une menace sérieuse pour Batavia. Bien au contraire, le sultan s'endette auprès de la VOC, à laquelle il demande une aide autant militaire que financière pour faire face aux nombreuses rébellions. Mataram se voit contraint de mettre en gage des territoires du Pasisir.
Les désastres des guerres de succession javanaises (en) ne font pas les affaires de la Compagnie. L'approvisionnement de Batavia dépend en effet de l'agriculture javanaise. Dans ces guerres de succession, celle-ci prend le parti qui lui paraît correspondre le mieux à ses intérêts. Le problème prend un tour plus grave lorsque le prince Mangkubumi, oncle du sunan Pakubuwono, prend à son tour le maquis. Elle finit par imposer aux belligérants le traité de Giyanti, signé en 1755, qui officialise la partition de Mataram en deux royaumes, Surakarta et Yogyakarta, et la création de la principauté du Mangkunegaran. Il s'ensuit une période de paix de 75 années.

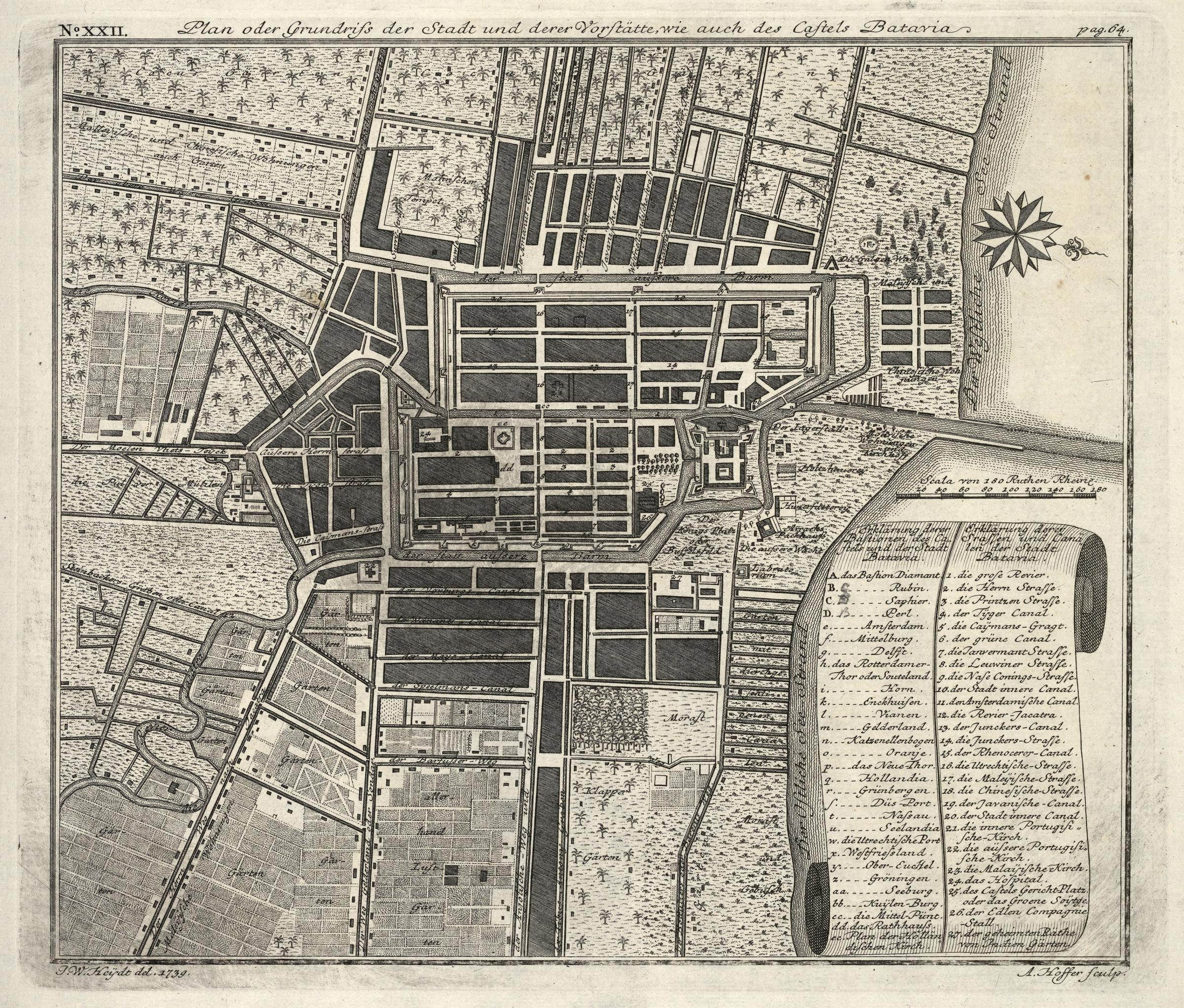
Carte de Batavia de 1738.

La VOC est mal gérée et gangrenée par la corruption. Le gouvernement des Pays-Bas finit par la dissoudre en 1799, et par reprendre ses actifs. Les territoires et les comptoirs contrôlés par la compagnie en Insulinde deviennent la colonie des Indes orientales néerlandaises.

## XIXesiècle

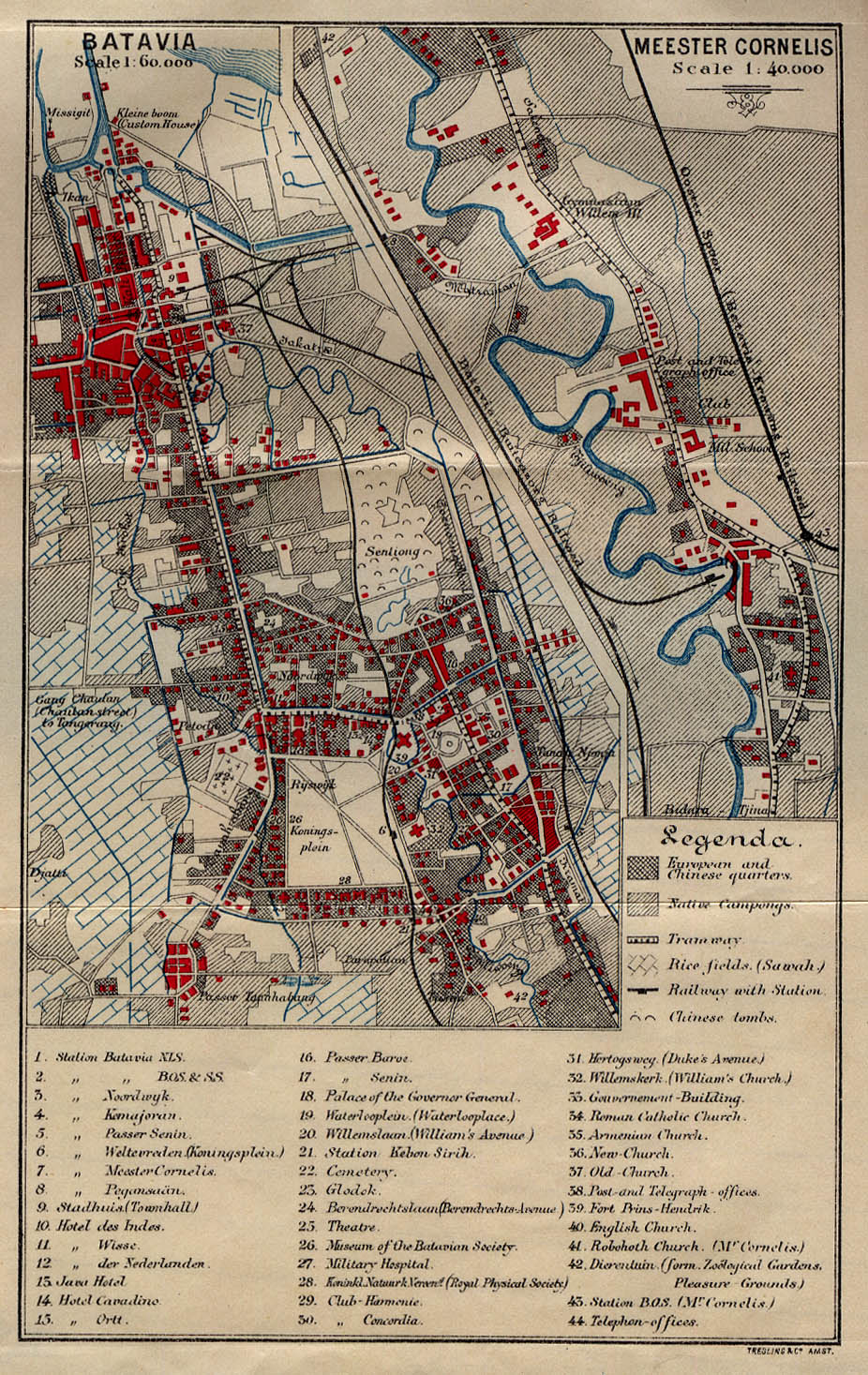
Plan de Batavia en 1897.

Durant les guerres napoléoniennes, Napoléon Ier occupe et annexe les Pays-Bas à l'empire français et les place sous la souveraineté de son frère Louis Bonaparte.
Entre 1806 et 1811, la ville est administrée par le général Herman Willem Daendels, lequel fait construire plusieurs monument encore visibles à Jakarta.
En 1811, le Royaume-Uni prend le contrôle des possessions néerlandaises d'outre-mer, Thomas Stamford Raffles est nommé lieutenant-gouverneur de Java par Lord Minto, gouverneur général des Indes britanniques, s'installe à Bogor. Peu de temps après, Raffles est nommé gouverneur de Bengkulu, alors possession anglaise à Sumatra. Huit années plus tard, il fondera la ville de Singapour.
À la fin des guerres napoléoniennes, les Pays-Bas reprennent le contrôle de Java de l'ensemble de archipel indonésien.

## La Batavia moderne
Le 8 mars 1942, durant la seconde Guerre mondiale, l'armée royale des Indes néerlandaises capitule devant les troupes japonaises qui avaient débarqué dans l’archipel. Une des mesures des autorités d'occupation japonaises est de changer le nom de Batavia en « Jakarta », qui était l'ancien nom de la ville.

## Galerie

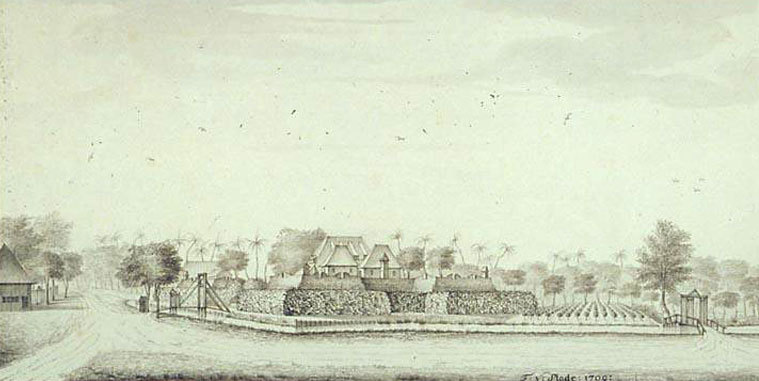
Le fort Jacatra en 1709.
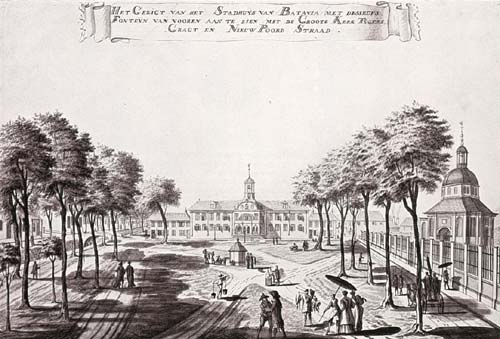
La stadhuis (hôtel de ville) de Batavia en 1770.
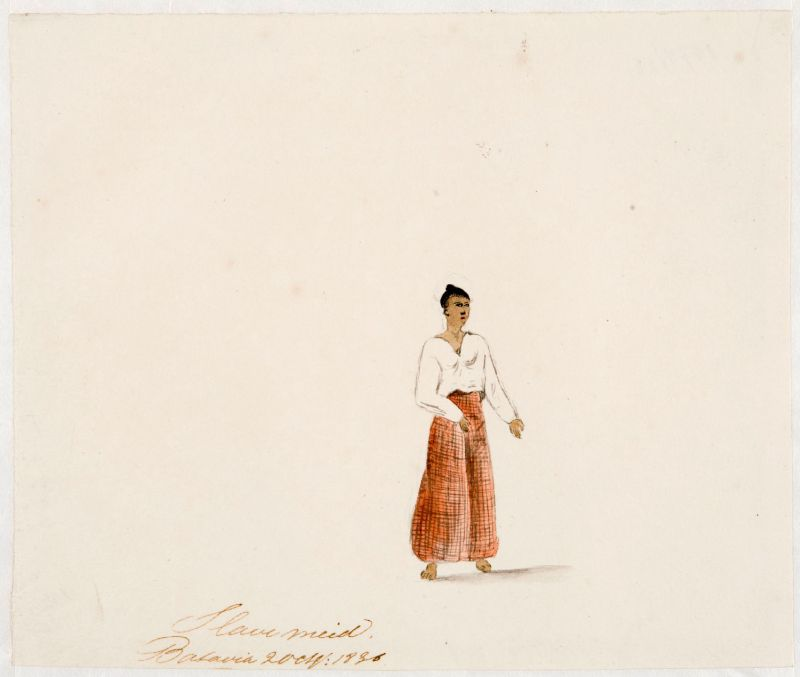
Dessin de 1836 représentant une esclave. Au XVIIIe siècle, quelque 60 % de la population de Batavia étaient des esclaves, essentiellement originaires d'autres pays d'Asie.
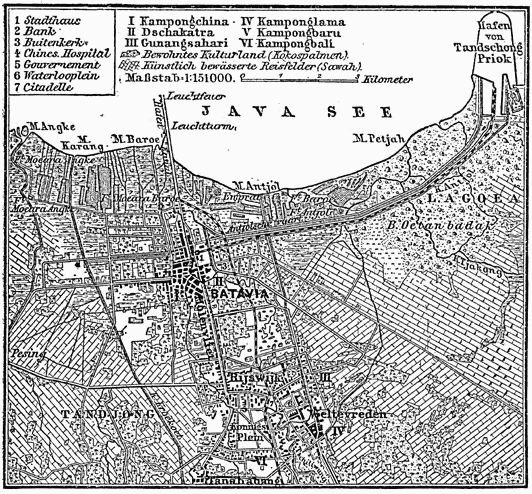
Carte allemande de Batavia en 1888, avec en haut à droite le nouveau port de Tanjung Priok (« Tandschung Priok »).
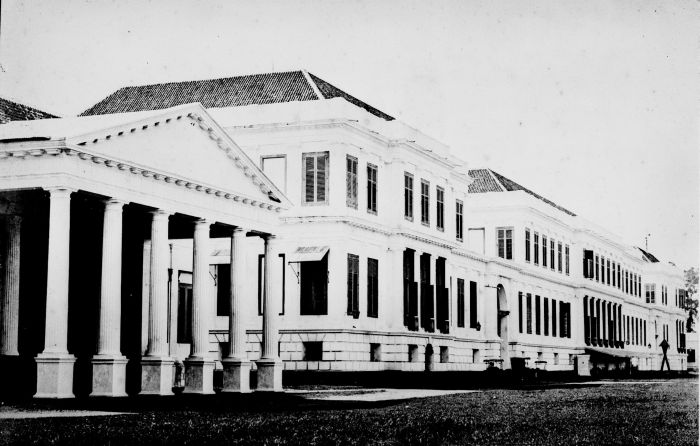
La Grote Huis (« grande maison »), construite avec les pierres de l'ancienne forteresse de Batavia démantelée (vers 1900).
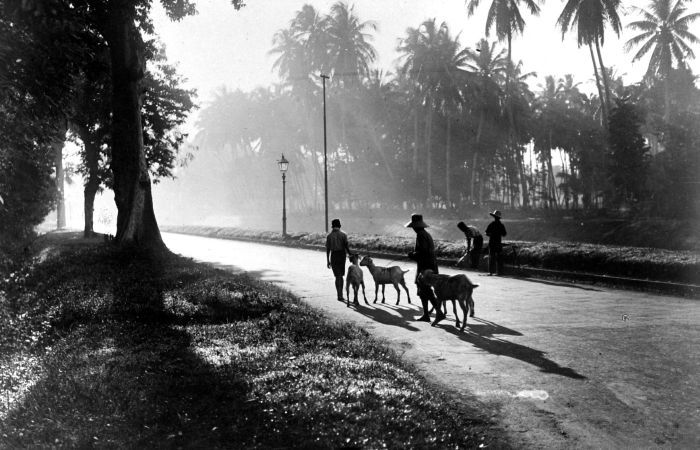
La Jacatraweg (aujourd'hui Jalan Pangeran Jayakarta) au début du XXe siècle.